# Франсиско Зурбаран
Франсиско де Зурбаран (шп. Francisco de Zurbarán; Фуенте де Кантос, 7. новембар 1598 — Мадрид, 27. август 1664) био је шпански сликар познат и под надимком „шпански Каравађо“. Уз Дијега Веласкеза био је водећи сликар шпанског барока.
Дело Франсиска де Зурбарана дубоко је религиозно и под знаком црквеног патроната. Родио се и одрастао у Екстрамадури где је стеко прво сликарско образовање.
Године 1629. именован је службеним сликарем града Севиље. Године 1634. добио је задужење да наслика две слике за салон посвећен победама шпанске монархије у новој краљевској палати Буен Ретиро (шп. Buen Retiro). Сачувана је Одбрана Кадиза (шп. La Defensa se Cádiz) која слави победу над Енглезима. Због славе коју је постепено стекао у Севиљи и Мадриду добио је бројне поруџбине из колонија - Мексика, Аргентине, Перуа. Од 1638. године био је дворски сликар Филипа IV . Велики број религиозних слика, најчешће приказа Богородице, Зурбаран је сликао и за прекоморско тржиште у Латинској Америци, и многа његова дела се и данас налазе по колонијалним црквама широм америчког континента.

## Биографија
Зурбаран је рођен у 1598. у Фуенте де Кантосу, Екстрамадура. Крштен је 7. новембра исте године. Отац му се звао Луис, а мајка Исабела. Од 1615. године наставио је да учи и ради у Севиљи где је упознао чувене сликаре Франсиска Пачека (шп. Francisco Pacheco) и Алонса Кана (шп. Alonso Cano). У Севиљи је добио прве важније наруџбине од доминиканаца и припадника Реда наше милосрдне госпе, који су га учинили познатим и признатим севиљанским мајстором. Његов први брак 1617. године био је са Маријом Пает која је била старија од њега чак девет година и са њом је имао троје деце. Међутим, након трећег детета Марија је умрла, па се Франсиско опет оженио богатом удовицом Беатрис де Моралес. Када је добио прву озбиљну понуду, преселио се у Севиљу са женом и децом. И његова друга жена је умрла, тако да се 1644. оженио и трећи пут, и сада богатом удовицом Леонор де Тордер. Године 1658. преселио се у Мадрид у тражећи посао и обновио је пријатељство са Дијегом Веласкезом. Његов стил се мењао под утицајем Веласкеза, те је сликар постепено напуштао каравађовски кјароскуро и усвајао ведрије тонове. Нажалост, Зурбаран је умро у оскудици и сиромаштву у 65. години живота.

## Стил
Франциско де Зурбаран био је шпански барокни сликар, најпознатији због својих слика чланова свештенства, као што су монаси и монахиње. Био је толико добар сликар да су га прозвали „шпански Каравађо“. Копирао је Каравађове слике и усвојио његово реалистичко коришћење тенебризма, али Зурбаранов стил је више резервисан и обуздан него Каравађов. Сликао је директно из природе и направио је велику примену у распореду фигура у проучавању драперија, у којем је био нарочито вешт.
Имао је посебан дар за беле драперије. Сликар који је можда имао највећи утицај на његове композиције је Хуан Санчез Котан (шп. Juan Sánchez Cotán).
Многобројне скулптуре, које су у време Зурбарановог шегртовања достигле ниво софистицираности у Севиљи који је изненадио локалне сликаре, обезбедиле су још један важан стилистички модел за младог уметника, рад Хуана Мартинеза Монтањеса (шп. Juan Martínez Montañés) је посебно близак Зурбарановом духу.

## Заоставштина
Листа манастира и редова за које је радио током живота прилично је дуга. Истакнута дела су Поклоњење пастира (шп. La Adoración de los pastores) и Поклоњење мудраца (шп. La Adoración de los magos) оба за картузијански манастир у месту Херес де Фронтера (шп. Heres de Frontera), као и монументална композиција Тријумф светог Томе Аквинског (шп. El Triunfo de Santo Tomás Aquino) за доминикански ред у Севиљи, Јављање светога Петра светом Петру Ноласку (шп. La aparación de San Pedro a San Pedro Nolasco) за ред Наше милосрдне госпе. У Сурбарановом опусу изузетном љупкошћу истичу се композиције Свете Маргарите (шп. Santa Margarita), Свете Агате (шп. Santa Agueda) и у то време изузетно популарне сцене Безграшног зачећа (шп. La Inmaculada Concepción). Страдање младе девице Агате представљено је са истом уздржаношћу као и мучеништво Светога Сарапија, без крви и наглашеног бола: љупка мученица страдање за Христа доказује држећи достојанствено послужавник са својим одсеченим дојкама.
Из периода када је живео и радио у Севиљи истичу се композиције Христ на крсту (шп. Cristo en la Cruz) и Свети Серапије (шп. San Serapio) Прва, у стилу Каравађа, контрастира боје напете мускулатуре распетог Христовог тела у агонији и снежнобелог платна око његових кукова. Наглашена драматика Христових мука и јасан противреформацијски дух ове композиције чине га недвосмислено барокним делом. Мученик Серапије, насликан у дугој белој одори са огртачем, показује уметниково мајсторско владање сликањем драперија, нарочито белих, што ће га учинити посебно омиљеним сликаром Картузијанског реда. Сцене мртве природе, код Сурбарана, развијале су се ка самосталном и оригиналном изразу. Детаљи на већим композицијама попут Богородичиног прибора за шивење, корпе са лимуновима или композиције посуђа, Шоље и чаше (шп. Tazas y vasos), сведоче о сликарској вештини у теметици која није религиозна. Ипак, многи и од ових приказа носе дубљу, алегоријску поруку, попут платна Агнец Божији (лат. Agnus Dei) на коме је реалистички приказано жртвено јагње везаних ногу. 
Његови познати ученици су Бернаб де Ајала (шп. Bernabé de Ayala) и браћа Поланко (шп. Polanco).

## Галерија
- Безгрешно зачеће
- Мртва природа
- Откривење тела Светог Бонавентуре
- Девица у екстази